# می‌افتیم و دوباره برمی‌خیزیم
می‌افتیم و دوباره برمی‌خیزیم (به انگلیسی: We Fall and We Rise Again) نام دومین آلبوم استودیویی بازیگر، ترانه‌نویس و خوانندهٔ آمریکایی، دونالد برازول است که در سال ۲۰۱۰ منتشر شده‌است. این آلبوم بدنبال اولین آلبوم وی با نام فصلی وی منتشر شده و شامل ترانه‌های شخصی وی نیز هست.

## اطلاعات آلبوم
این آلبوم شامل ۱۱ ترانه اثر برازول و بازانی است، همچنین شامل ترانهٔ "هیچ کس نباید بخوابد" اثر پوچینی که برازول اجرا کرده‌است.تمامی ۱۲ ترانه توسط بازانی و ترانه‌های اسپانیایی توسط روبن آدام دستیار تهیهٔ آلبوم تنظیم شده‌اند.ترانهٔ "در آن چشمان" به صورت جایزه در آلبوم اضافه شده و ترجمهٔ انگلیسی یکی دیگر از ترانه‌ها به زبان اسپانیاییست. هر دو این ترانه‌ها به همسر دونالد، جولی تقدیم شده‌اند.
"انینو" ترانه ایست که برازول آن را نوشت و بازانی آن را تنظیم نمود.این ترانه به ترانه ساز ایتالیایی انیو موریکونه تقدیم شده‌است و برازول بر اساس یکی از ملودی‌های وی این ترانه را نوشت.
ترانه‌های "می‌افتیم و دوباره برمی‌خیزیم" و "به من نگاه کن" هر دو به دوران سکوت برازول در زمان بعد از تصادف اشاره دارند.ترانهٔ "به من نگاه کن" در زمانی نوشته شد که وی توان تکلم نداشت.او طبق نوشتهٔ خودش در توضیحات آلبوم این ترانه را برای افرادی با مشکلات دیگر اجرا کرده‌است.
ترانه‌های "ما مثل هم هستیم" و "مثل همان روز" نوای صلح را برای جهان به ارمغان آورده‌اند."ما مثل هم هستیم" از مردم تقاضا دارد دلایلی برای از بین بردن زمین بیاورند و "مثل همان روز" ترانه‌ای برای روزهای تعطیل و آرامش کریسمس است.وی در این ترانه این آرامش را در طی تمام سال خواستار است.

## فهرست آهنگ‌ها
| 1           | "هیچ کس نباید بخوابد (نسون دورما، به ایتالیایی)"   | 3:22 |
| 2           | "بگو دوستت دارم (انگلیسی)"                         | 2:39 |
| 3           | "می افتیم و دوباره بر میخیزیم (انگلیسی/ایتالیایی)" | 2:55 |
| 4           | "عذاب اقوا (اسپانیایی)"                            | 3:50 |
| 5           | "به جایی که دوباره خانه است (انگلیسی)"             | 3:50 |
| 6           | "در آن چشمان (اسپانیایی)"                          | 4:42 |
| 7           | "انیو (انگلیسی)"                                   | 3:37 |
| 8           | "شور (اسپانیایی)"                                  | 3:03 |
| 9           | "به من نگاه کن (انگلیسی)"                          | 3:47 |
| 10          | "مثل همانروز (انگلیسی)"                            | 3:51 |
| 11          | "ما مثل هم هستیم (انگلیسی)"                        | 3:49 |
| Bonus Track |                                                    |      |
| 12          | "در آن چشمان (نسخه انگلیسی)"                       | 4:48 |